# 前楼镇
前楼镇，是中华人民共和国福建省漳州市东山县下辖的一个乡镇级行政单位。

## 行政区划
前楼镇下辖以下地区：
东英村、岱南村、前楼村、径里村、叶厝村、顶上村和下西坑村。